# 粤语日
粤语日，2014年7月25日由广州本土文化网站的总编辑「小劳」发起倡议，将每年的7月25日定为活動日，获得众多广东及港澳的网民响应。